# Lutzomyia californica
Lutzomyia californica är en tvåvingeart som först beskrevs av Fairchild G. B., Hertig M. 1957.  Lutzomyia californica ingår i släktet Lutzomyia och familjen fjärilsmyggor. Inga underarter finns listade i Catalogue of Life.